# Sindrome di Lazzaro

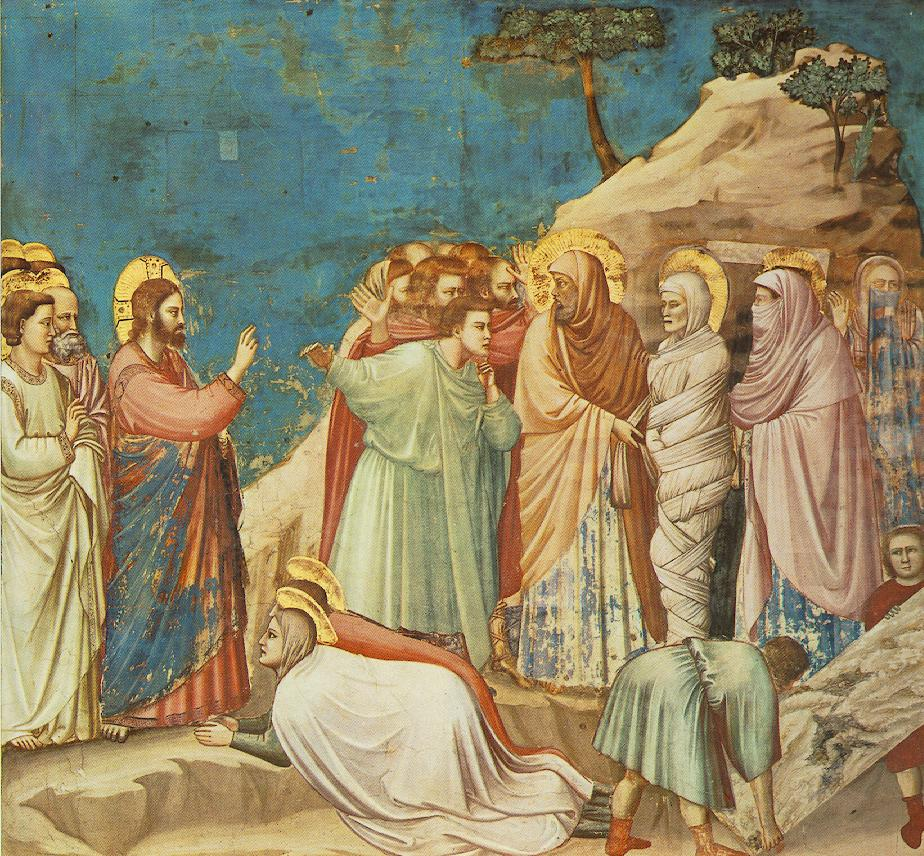
Resurrezione di Lazzaro, Giotto

La sindrome di Lazzaro è caratterizzata dalla spontanea riattivazione del sistema cardiocircolatorio dopo il fallimento della rianimazione cardiopolmonare. Deriva il suo nome da Lazzaro di Betania che, secondo quanto narrato nel Nuovo Testamento, sarebbe stato resuscitato da Gesù.

## Epidemiologia
Si tratta di un fenomeno rarissimo, riscontrato in almeno 38 casi a partire dal 1982.

## Eziologia
Le cause del fenomeno non sono state ancora definite. Una teoria riporta che un fattore importante, ma non ritenuto l'unico, sia l'accumulo di pressione all'interno del torace in conseguenza delle manovre di rianimazione.
Nel corso della rianimazione cardiopolmonare (RCP) una eccessiva ventilazione del paziente risulta estremamente dannosa in quanto comporta un aumento di pressione intratoracica e viene a ridurre il già scarso ritorno venoso durante l'arresto cardio-circolatorio.
Le manovre di compressione toracica all'inizio di ogni "ciclo" di RCP servono a ripristinare una più bassa pressione intratoracica. 
Solo dopo la normalizzazione della pressione toracica le ulteriori compressioni divengono realmente efficaci nello "spremere" il sangue dalle cavità cardiache (pompa cardiaca) e nei vasi polmonari, in quantità decisamente maggiore rispetto al volume contenuto nel solo cuore (pompa toracica), permettendo un flusso nei vasi arteriosi.
Le ventilazioni eccessive (in numero ed ampiezza) contrastano questa azione ed impediscono la ripresa di circolo (ROSC, in inglese return of spontaneous circulation).
Si pensa che la normalizzazione della pressione al termine della rianimazione cardiopolmonare (RCP) possa permettere l'espansione del cuore, cui consegue la riattivazione del nodo senoatriale e l'instaurarsi di nuovo del battito cardiaco. Sono considerati altri possibili fattori l'iperpotassiemia e l'utilizzo di alte dosi di adrenalina.